# نيكولاي أندرييف
نيكولاي نيكولايفيتش أندرييف (31 يناير 1929 - 26 ديسمبر 2006) (بالروسية: Николай Николаевич Андреев) هو عالم روسي في مجال علم التعمية.

## مسيرته
ولد عام 1929 في موسكو.
في عام 1951 تخرج من معهد هندسة الطاقة في موسكو. مباشرة بعد التخرج ذهب للعمل في لجنة أمن الدولة (الاتحاد السوفيتي). في عام 1953 تخرج من المدرسة العليا من لعلماء التعمية تحت اللجنة المركزية للحزب الشيوعي الثوري.
قدم مساهمة كبيرة لأمن المعلومات في الاتحاد السوفياتي، لتطويره علم التشفير وخدمة التشفير. وهو واحد من مؤسسي التشفير الهندسي (electronic cryptanalysis).
بعد انهيار الاتحاد السوفياتياتي كان واحدا من المبادرين لإنشاء "الوكالة الفيدرالية للاتصالات الحكومية والمعلومات
" (FAPSI). منذ عام 1991 كان النائب الأول للمدير العام ل FAPSI. استقال من الخدمة في عام 1994.
حائز على جائزة لينين وعلى جائزة الدولة في جائزة الدولة السوفيتية.